# Prêtre catholique
Pour les articles homonymes, voir Prêtre.

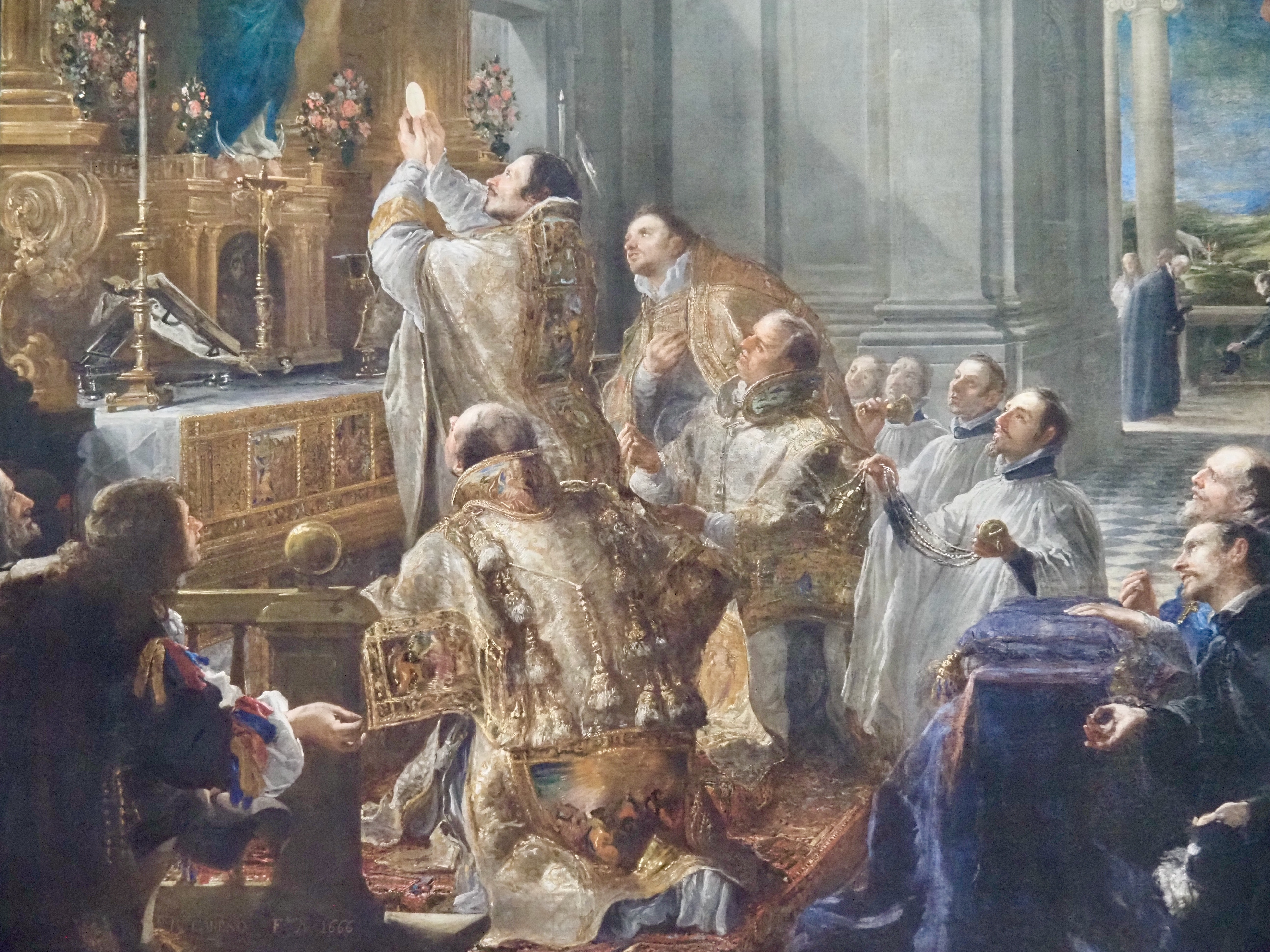
Détail de La messe de fondation de l'ordre des Trinitaires de Juan Carreño de Miranda (1666, musée du Louvre).

Un prêtre catholique (du grec ancien πρεσβύτερος / presbúteros, qui signifie « ancien », en latin presbyter) est un homme chrétien qui reçoit, au moment de son ordination par l'évêque, la mission de « rendre présent » le Christ parmi les gens, en particulier par des sacrements — comme l'Eucharistie (la messe), la réconciliation ou le pardon (la confession), le sacrement des malades (extrême-onction) —, en les instruisant — comme avec le catéchisme — et en accueillant et guidant toute personne qui s'adresse à lui.
Le chemin vers la prêtrise commence par le sentiment de vocation, que les croyants catholiques identifient à un appel de Dieu. Celui qui se sent ainsi "appelé" rejoint un séminaire catholique, dont l'Église catholique attend d'abord la confirmation que cet appel est bien issu de Dieu, puis la formation du futur prêtre. Une fois ce parcours terminé, le séminariste est ordonné diacre puis prêtre par un évêque.
Le célibat des prêtres est institutionnalisé dans l'Église catholique de rite romain depuis la réforme grégorienne au XIe siècle, mais cette pratique est attestée dès le IVe siècle.

## Rôle et mission du prêtre
Si le terme de prêtre vient de presbúteros (πρεσβύτερος), l'ancien, c'est que dans les débuts de l'Église cette fonction est assignée à des hommes reconnus par le peuple pour leur sagesse et la clarté de leur discernement. À l'image du Christ, le prêtre est un « pasteur », il « paît » (symboliquement) le peuple de Dieu.
Alors que tous les baptisés exercent un sacerdoce baptismal, le prêtre est pris d'au milieu du peuple pour y témoigner de la présence même du Christ. Ces deux sacerdoces, selon leur modes propres, proviennent du même sacerdoce du Christ, mais diffèrent dans leur essence. En effet, lorsque le prêtre agit dans la charge qui lui est confiée, et notamment en conférant des sacrements tels que l'Eucharistie ou le sacrement de pénitence et de réconciliation, c'est le Christ lui-même qui agit, en tant que tête de son Corps qu'est l'Église.
L'homme qui doit être ordonné prêtre est avant cela ordonné diacre, c'est-à-dire serviteur. Le prêtre est donc à la fois configuré au Christ comme tête de son Église, mais aussi comme son serviteur.
Finalement, à travers ses diverses activités, le prêtre est un homme de Dieu chargé d'être la présence du Christ au milieu de son peuple, à son service et pour le mener à la sainteté.
Le prêtre est le ministre de certains sacrements, c'est-à-dire que lui seul peut les donner :
- le baptême (les diacres sont aussi ministres de ce sacrement, et, dans des cas d'urgence, le baptême peut être donné par un laïc[8]) ;
- l'Eucharistie ;
- le sacrement de Réconciliation ;
- le sacrement des malades.

L'Église catholique considère que le prêtre agit In Persona Christi Capitis (dans la personne du Christ Tête). Il représente donc Jésus-Christ qui est le Souverain Prêtre exerçant le Vrai sacerdoce.
En revanche, le prêtre ne peut administrer ni la confirmation (sauf pour les Églises catholiques orientales), à moins de nécessité ou d'en avoir reçu mandat ponctuellement par son évêque, ni l'ordination, qui sont du ressort d'un évêque.
Pour ce qui est du mariage, l'Église considère traditionnellement que ce sont surtout les époux qui se confèrent mutuellement le sacrement, le prêtre (ou bien le diacre, voire l'évêque) n'étant que le témoin obligatoire, et ce seulement depuis 1542 (concile de Trente)[réf. à confirmer],.
Le prêtre responsable d'une paroisse est appelé curé, recteur en Bretagne et dans certains autres cas, ou modérateur, alors que les prêtres qui l'assistent sont nommés vicaires. Un prêtre peut n'être attaché à aucune paroisse. Le presbytère est le logement de fonction autrefois réservé au(x) prêtre(s) d'une paroisse. Il était en général à proximité de l'église.
Un religieux (frère ou moine) peut également recevoir le sacerdoce. Il faut avoir reçu le sacerdoce pour pouvoir devenir évêque.

## Les prêtres catholiques dans le monde

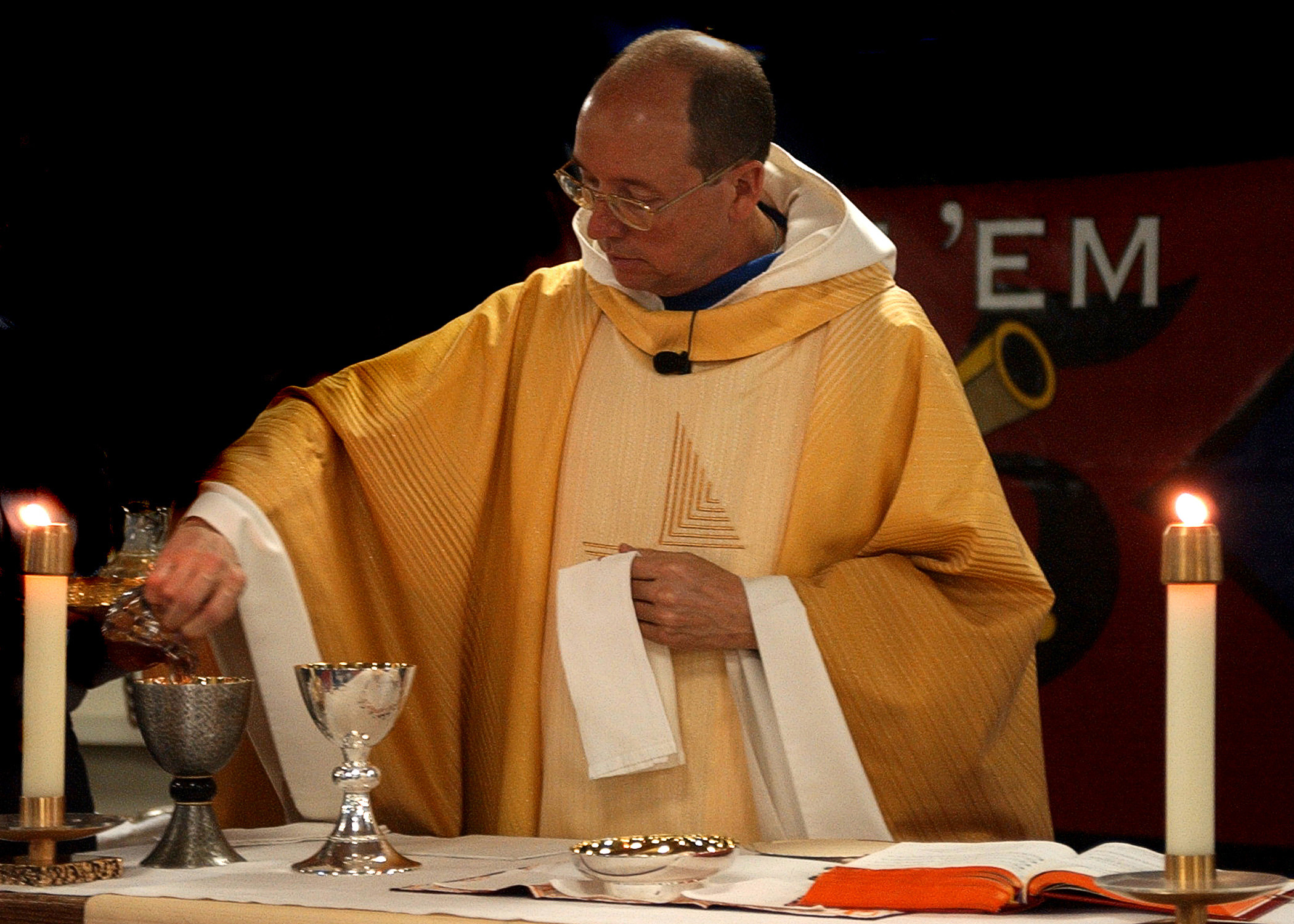
Prêtre américain célébrant l'eucharistie en 2005.

Chiffres de l'agence de la Congrégation pour l'évangélisation des peuples au 31 décembre 2016 :
- Le nombre de prêtres s'élevait à 414 969 au 31 décembre 2016, leur nombre a diminué (- 687) par rapport à l'année précédente[11]. Le continent où l’on constate encore une diminution consistante est une nouvelle fois l’Europe (- 2 583), auquel s’ajoute cette année l’Amérique (- 589). Les augmentations concernent l’Afrique (+ 1 181) et l’Asie (+ 1 304), l’Océanie demeurant stable[11].

- Le nombre des prêtres diocésains a augmenté globalement de 317, atteignant le chiffre de 281 831, avec une seule diminution, cette année encore : l’Europe (- 1 611), les augmentations concernant l’Afrique (+ 983), l’Amérique (+ 180), l’Asie (+ 744) et l’Océanie (+ 21)[11].

- Le nombre des religieux prêtres a quant à lui diminué globalement de 1 004 unités, soit le triple de l’année précédente, pour s’établir à 133 138. Consolidant la tendance de ces dernières années, leur nombre augmente en Afrique (+ 198), en Asie (+ 560) mais diminue en Amérique (- 769), en Europe (- 972) et en Océanie (- 21)[11].

En 2004, le nombre de séminaristes s'élevait à 214 629, répartis en 113 044 grands séminaristes et 101 585 petits séminaristes.
Au 31 décembre 2016, le nombre de séminaristes, diocésains et religieux s'élevait à 217 776, répartis en 116 160 grands séminaristes et 101 616 petits séminaristes.
Les hommes mariés ordonnés prêtres de rite non latin, tels les prêtres de rite oriental ou les pasteurs anglicans et luthériens convertis au catholicisme et alors ordonnés prêtres (les pasteurs ne sont pas prêtres), seraient, par ailleurs, plusieurs milliers.

## Les prêtres catholiques en France
En 2017, la France comptait 14 786 prêtres, diocésains et religieux, en 1995, la France en comptait 28 694.
En 2018, le nombre de séminaristes s'élevait à 828, et en 1995, ils étaient au nombre de 1 155.
En 2019, 126 prêtres ont été ordonnés en France, dont 78 diocésains et 30 religieux.
En moyenne, environ 50 % des séminaristes de première année quittent le séminaire avant la fin du cursus et 50 % finissent ordonnés.
La forme tridentine du rite romain suscite proportionnellement plus de vocations avec 20 ordinations en 2015, chiffre à peu près stable depuis 2010.
En France, les ministres du culte ont une certaine reconnaissance légale, indépendamment de la religion à laquelle ils appartiennent.
Les prêtres diocésains de France sont rémunérés par les dons des fidèles. Ils ne perçoivent pas un salaire pris directement sur les quêtes dominicales ou lors des sacrements réalisés. On ne parle d'ailleurs pas de salaire mais d'indemnités. Un prêtre touche environ 950 € mais est logé à titre gracieux, reçoit une indemnité supplémentaire de déplacement pour couvrir ses frais de véhicule, est affilié gratuitement à une mutuelle[réf. souhaitée]. Les prêtres d'Alsace et de Moselle sont rémunérés par l’État ; en effet, l’Église et l’État se sont séparés alors que l’Alsace et la Moselle étaient allemandes, ce qui fait que ces dernières sont toujours sous le régime du Concordat.
Il n'y a pas d'évolution de salaire durant la vie d'un prêtre, hormis celui du coût de la vie. Les prêtres français, hors églises du concordat, perçoivent la même indemnité, quelle que soit la fonction (prêtre en paroisse, archiprêtre de cathédrale, recteur de basilique, doyen, curé, vicaire…).[réf. souhaitée]
Un évêque perçoit la même indemnité qu'un prêtre, mais est souvent logé plus confortablement par l’Église.

## Formation
Dans l'Église latine, majoritaire, les canons 232 à 264 du code de droit canonique de 1983 sont consacrés à la formation des ministres sacrés et des clercs.

### En France
Le séminaire assure la formation spirituelle, intellectuelle et humaine des candidats au sacerdoce. La formation des prêtres s'organise en trois grandes étapes de formation appelées cycles. Le premier cycle effectué en deux années comprend principalement une formation philosophique et biblique fondamentale. Les séminaristes demeurent toute la semaine dans l'enceinte du séminaire et rejoignent leur famille ou une paroisse d'insertion en fin de semaine. Le deuxième cycle effectué en trois ans associe une formation en théologie fondamentale, théologie pastorale, théologie morale, et en Bible avec une insertion pastorale obligatoire en fin de semaine. Le troisième cycle est presque uniquement consacré à l'insertion pastorale, mais les candidats au presbytérat peuvent continuer des modules de formation spécifiques ou une formation continue.
Mais il n'y a pas que le séminaire qui propose la formation en vue du sacerdoce presbytéral. Les futurs prêtres voulant une formation plus intellectuelle et différente peuvent suivre des cours dans une université catholique (comme celles de Lyon, de Paris, du Sud-Ouest, voire l'Université pontificale grégorienne de Rome), ou bien dans une des deux universités d'État qui disposent en France d'une faculté de théologie catholique (l'Université de Strasbourg et l'Université de Metz en vertu du Concordat) sur accord et envoi de l'évêque, tout en vivant dans un Séminaire universitaire. Le savoir est le même qu'en séminaire, mais beaucoup plus approfondi et travaillé. C'est le même nombre d'années minimum obligatoires : 6 dans l'ordinaire. Les études à proprement parler sont d'une durée de cinq ans et débouchent sur un baccalauréat canonique de théologie. Le séminariste au bout de 5 ans (6 s'il a effectué une année de propédeutique), est ordonné diacre. Il effectue son stage diaconal en paroisse, ou dans un service diocésain, couramment pour une année. Il est ensuite ordonné prêtre. Éventuellement, l'étudiant peut poursuivre à l'issue du baccalauréat canonique, avec l'accord de l'Évêque, ou de son supérieur religieux, un second cycle de deux ans et se spécialiser dans un domaine théologique spécifique en passant une Licence canonique en théologie. C'est le grade minimal pour enseigner « canoniquement ». Puis, il peut poursuivre dans les mêmes conditions un troisième cycle en trois ans pour obtenir un doctorat canonique de théologie (bien souvent, avec une équivalence d'État, et une discipline conjointe telle que la Philosophie).

## Célibat
Lors du concile de Carthage (390), « Epigone, évêque de Bulle la Royale, dit : Dans un concile antérieur, on discuta de la règle de continence et de chasteté. Qu'on instruise donc (maintenant) avec plus de force les trois degrés qui, en vertu de leur consécration, sont tenus par la même obligation de chasteté, je veux dire l'évêque, le prêtre et le diacre, et qu'on leur enseigne à garder la pureté. L'évêque Geneclius dit : Comme on l'a dit précédemment, il convient que les saints évêques et les prêtres de Dieu, ainsi que les lévites, c'est-à-dire ceux qui sont au service des sacrements divins, observent une continence parfaite… ; ce qu'enseignèrent les apôtres, et ce que l'antiquité elle-même a observé, faisons en sorte, nous aussi, de le garder. » (C. Cochini, Les Origines Apostoliques du Célibat Sacerdotal, Lethielleux, 1981, p. 25-26).
Depuis le Xe siècle, le régime normal des prêtres de l'Église latine est le célibat. Il est admis, bien que peu courant, qu'un laïc marié en séparation de corps et n'ayant pas d'enfant mineur puisse être ordonné prêtre. Certains prêtres catholiques, venant de la Communion anglicane, ou de certaines Églises orientales en communion avec Rome (et donc catholiques), comme l'Église Maronite, sont autorisés à être mariés. Dans ces cas, les hommes mariés peuvent être validement ordonnés. En revanche, une fois ordonnés, les prêtres ne peuvent plus se marier, et les évêques ne sont choisis que parmi les célibataires.
Il n'existe pas de statistique sur le nombre de prêtres qui se sont mariés après avoir abandonné leur ministère.

## Ordination des femmes
Seuls les hommes peuvent être ordonnés prêtres dans l'Église catholique.

## Journée de prière pour la sanctification des prêtres
Depuis 2002, la Journée de prière pour la sanctification des prêtres a lieu le jour de la fête du Sacré-Cœur.
En 2009-2010, une année sacerdotale a été annoncée par le Saint-Siège pour fêter le 150e anniversaire de la mort du curé d'Ars. Elle a été ouverte le 19 juin 2009, en la fête du Sacré-Cœur. Elle s'est terminée le 19 juin 2010.

## Perte de l'état ecclésiastique
La perte de l'état ecclésiastique par un prêtre (ou un moine, ou quelconque autre clerc catholique), dit dès lors défroqué, peut provenir de causes multiples. Quelques prêtres abandonnent volontairement leur état, ayant perdu la foi ou souhaitant se convertir à une autre religion, voulant se marier ou vivre une relation amoureuse. Cet abandon correspond à une rupture plus ou moins violente avec les vœux religieux prononcés lors de leur ordination sacerdotale (un prêtre étant ordonné pour l'éternité), avec le catholicisme ou avec l'Église.
Durant la Révolution française, la politique de déchristianisation a conduit à des pressions pour le défroquage des prêtres, cette décision ne pouvant être que personnelle. « Les prêtres réfractaires sont priés de quitter le Royaume sous peine de déportation ou de mort. Les autres, de se soumettre ou de se défroquer », après la loi votée par la Convention en 1792.
Dans le droit canon, l'autorité ecclésiastique peut retirer à un prêtre ses attributions et ses responsabilités, requérir ou accepter la démission d'un évêque ou d'un archevêque de sa charge, comme elle le fait pour des cas de pédophilie, et elle peut également décider de leur renvoi de l'état clérical.
Il y aurait 10 000 anciens prêtres en France, qui ne disposent à ce titre d'aucun droit social (en tant que tel, un religieux ne cotisant pas au chômage). L’association Chemins nouveaux regroupe 400 d'entre eux. La revue jésuite italienne La Civiltà Cattolica indiquait pour sa part en 2007, sur la base de chiffres diocésains, que de 1964 à 2004, 69 063 prêtres ont quitté leur ministère et que, de 1970 à 2004, 11 213 d'entre eux l'ont repris, quelles qu'en soient les raisons.

## Débats
Pour Albert Rouet, archevêque émérite de Poitiers, le système d’un maillage territorial tenu par des prêtres toujours moins nombreux est en France à bout de souffle. Dans son ouvrage Prêtres, sortir du modèle unique (Médiaspaul, 2015), il invite à réinterroger ce système et met en cause un clergé qui règnerait sans partage. « Il n’est plus tenable de maintenir les laïcs en sujétion, admis à ne donner qu’une aide ».